# Young Knives
Young Knives é uma banda de indie rock, originária de Ashby-de-la-Zouch, Leicestershire, Inglaterra. O nome é baseado num mal entendido "de jovens patifes", que foi encontrado pela banda ao rebuscar um livro.

## História
Formado sobre o nome de 'Simple Pastoral Existence', os Young Knives começaram sua carreira tocando funk e covers do Ned's Atomic Dustbin, mas isso foi sua subsequente mudança para Oxford que viu sua começar. Depois de mudar seu nome para 'Pony Club' veio em 2002 o sucesso no popular Truck Festival, que foi seguido do seu lançamento de ... Are Dead na gravadora local chamada Shifty Disco.
A banda ainda venceu o "Road to V", uma competição para bandas abrirem o segundo palco no Virgin Music Festival, vencendo um grande número de bandas para vencer. Entretanto, eles foram chamados para fazer parte porque outra banda abandonou a competição.
Depois de alguns anos tocando ao lado de bandas como The Futureheads e Hot Hot Heat em Oxford e redondezas, a banda foi contratada pela Transgressive Records, e um EP, Junky Music Make My Heart Beat Faster, foi um sucesso. Seu primeiro single "The Decision", produzido por Andy Gill do Gang of Four (uma notável influência para a banda), foi lançado em Dezembro de 2005, e foi seguido em Fevereiro de 2006 por "Here Comes The Rumour Mill" - o último entrando em paradas, alcançando a 36ª posição no Reino Unido e recebendo uma significativa ajuda da MTV2. Eles tem trabalho com Gill desde então.
A banda completou uma turnÊ completa no começo de 2006, e ajudou Dirty Pretty Things e The Rakes mais tarde no mesmo ano, em uma aparição na SXSW no Texas. Em Julho do mesmo ano, a banda fez sua segunda aparição no Truck Festival, e mais dois singles que entrou no top 40, "She's Attracted To" e "Weekends and Bleak Days (Hot Summer)", antes do lançamento de Voices of Animals and Men em Agosto.
Em 2008 a banda lançou seu segundo álbum "Superabundance", gravado na Escócia. Seu single "Terra Firma" lançado na Transgressive Records no final de 2007, e 'Up All Night', apesar do Razorlight ter um álbum e uma música com o mesmo título.
Em Julho de 2007, a gravadora inicial da banda, a Shifty Disco, lançou o The Young Knives ...Are Dead ...And Some, uma compilação de músicas do ...Are Dead e isso seguido do EP Rollerskater. O álbum, permite acesso ao vídeo raro de "Walking On the Autobahn".
Eles anunciaram pela BBC 6Music que eles iniciaram a trabalhar no seu terceiro álbum que era esperado o seu lançamento no começo de 2009.

## Integrantes
- Henry Dartnall - vozes, guitarra
- House of Lords (nome real - Thomas Dartnall) - vozes, guitarra baixo
- Oliver Askew - bateria, vozes de coro

## Discografia

### Álbuns
- The Young Knives... Are Dead - (mini-álbum, 21 de Outubro, 2002) Posicão na Tabela: Não atingiu
- Voices of Animals and Men - (21 de Agosto, 2006)  Posição na Tabela:  #21  (UK)

### EPs
- 2003 Rollerskater EP
- 2004 Split EP (uma colaboração com Smilex)
- 2005 Junky Music produziu My Heart Beat Faster

### Singles
- "The Decision"  - (6 de Dezembro, 2005 Posiçãoo na Tabela: Não atingiu.
- "Here Comes the Rumour Mill"  - (27 de Fevereiro, 2006)  Posição na Tabela:  #36  (UK)
- "She's Attracted To"  - (19 de Junho, 2006)  Posição na Tabela:  #38  (UK)
- "Weekends and Bleak Days (Hot Summer)"  - (14 de Agosto, 2006)  Posição na Tabela:  #35   (UK)
- "The Decision"  (re-edição) - (30 de Outubro, 2006) Posição na Tabela:  #60  (UK)